# Phylloteles hyalipennis
Phylloteles hyalipennis är en tvåvingeart som först beskrevs av Baranov 1934.  Phylloteles hyalipennis ingår i släktet Phylloteles och familjen köttflugor. Inga underarter finns listade i Catalogue of Life.